# A proposito della notte scorsa...
A proposito della notte scorsa... (About Last Night...) è un film del 1986 diretto da Edward Zwick con protagonisti Rob Lowe e Demi Moore. Il film si basa sull'opera teatrale di David Mamet Sexual Perversity in Chicago. Nel 2014 è stato prodotto un remake del film, About Last Night, che vede Kevin Hart e Michael Ealy come protagonisti.
Il film è stato distribuito in Italia inizialmente (settembre '86) con il divieto ai minori di 18 anni, successivamente (novembre '86) abbassato a 14 anni senza tagli a causa del linguaggio forte, la nudità e i contenuti sessuali.

## Trama
A Chicago, Daniel "Dan" Martin e Bernard "Bernie" Litko, due amici e colleghi ventenni, discutono delle loro scappatelle sessuali. Più tardi, la loro squadra di softball ricreativo, sponsorizzata dal bar locale Mother's, gioca contro un'agenzia pubblicitaria locale a Grant Park e vince. A questa partita con le sue amiche c'è Deborah "Debbie" Sullivan, che lavora presso la società pubblicitaria e ha una relazione con il suo capo, Steve Carlson.
Debbie incrocia lo sguardo di Dan e flirtano davanti al barile di birra. Lei e le sue amiche, Joan e Pat, decidono di partecipare all'afterparty della partita da Mother's, dove Debbie incontra di nuovo Dan, con il quale Pat flirta e Joan prova un'immediata antipatia. Finiscono di nuovo nell'appartamento di Dan e fanno sesso, dopodiché Debbie se ne va frettolosamente.
Il giorno successivo, Dan chiama Debbie al lavoro "riguardo a ieri sera" e le chiede di uscire per un secondo appuntamento, cosa che lei accetta. Successivamente, finiscono di nuovo a letto insieme e trascorrono il giorno successivo esplorando la città, dove Dan rivela a Debbie che il suo sogno è lasciare il lavoro presso un'azienda di forniture per ristoranti e aprire il proprio ristorante. Cominciano a frequentarsi più seriamente e vanno a vivere insieme, deludendo pesantemente Joan e Bernie, che anche loro si detestano.
Poiché nessuno dei due ha mai avuto una relazione seria prima, tentano di affrontare la convivenza senza molto sostegno da parte dei loro amici. Sperimentano molte cose durante la loro relazione: Dan viene contattato da un ex amante sposato con figli, Steve, il capo di Debbie, ha difficoltà ad accettare la fine della loro relazione, Joan si addolcisce quando inizia a uscire con il suo nuovo fidanzato Gary, uno spavento per la gravidanza e Dan si scontra. con il suo capo, che gli ordina di smettere di fornire forniture allo Swallow, un antiquato ristorante di proprietà del suo cliente diventato amico Gus, a causa di ritardi nei pagamenti.
Nonostante si siano raccontati la " parola L ", la relazione tra Debbie e Dan diventa tesa. Raggiunge il punto di ebollizione durante una festa di Capodanno a casa della mamma, dove Debbie vede un Pat ubriaco che fa delle avances a Dan, e Joan scopre che il suo ragazzo è sposato e sta tornando da sua moglie. Joan chiede in lacrime a Debbie di portarla a casa, cosa a cui lei è d'accordo, nonostante le obiezioni da ubriaco di Dan. Al ritorno a casa di Debbie, Dan esprime la sua infelicità e pone fine alla loro relazione. Debbie lascia immediatamente il loro appartamento e torna con Joan. Debbie e Dan escono entrambi con altre persone, ma lui inizia a rimpiangere la loro rottura.
Qualche tempo dopo, Dan chiama Debbie al lavoro chiedendole un'altra possibilità, ma lei lo respinge e riattacca. Quando si incontrano durante la celebrazione del giorno di San Patrizio a casa della mamma, Dan dice a Debbie di aver commesso un errore e di amarla ancora; insiste che è andata avanti e che la loro relazione è finita.
Sperando di andare avanti con la sua vita, Dan collabora con Gus per rivitalizzare la Swallow trasformandola in una tavola calda vecchio stile, realizzando il suo sogno. Quell'estate, a un'altra partita di softball, Dan e Bernie vedono Debbie andare in bicicletta nel parco con Joan, che la incoraggia a parlare con Dan. Lei si avvicina a lui ed entrambi esprimono rammarico per come è andata a finire la loro relazione. Mentre Debbie inizia ad allontanarsi, Dan le chiede di uscire di nuovo e suggerisce di andare in un posto nuovo e fantastico, ma lei suggerisce con un sorriso di andare semplicemente in "qualche vecchio locale", a significare che è a conoscenza del suo nuovo ristorante. Mentre si allontana in bicicletta, Bernie convince Dan a rincorrerla e la telecamera si sposta per vedere Dan e Debbie che attraversano il parco, suggerendo la loro rinnovata relazione.

## Colonna sonora
La colonna sonora fu pubblicata su  dischi e cassette EMI America. Successivamente anche su CD anche su EMI Manhattan. Da molti anni è fuori catalogo.
- So Far, So Good (Sheena Easton)
- (She's the) Shape of Things to Come (John Oates)
- Natural Love (Sheena Easton)
- Words into Action (Jermaine Jackson)
- Step by Step (J.D. Souther)
- Living Inside My Heart (Bob Seger)
- Trials of the Heart (Nancy Shanks)
- til You Love Somebody (Michael Henderson)
- If We Can Get Through the Night (Paul Davis)
- True Love (Del Lords)
- If Anybody Had a Heart (John Waite)